# Экономика Канады
Экономика Канады занимает 15-е место в мире по размеру ВВП по ППС и 27-е место по размеру ВВП на душу населения.
На экономику Канады большое влияние оказывает близость к США, в частности различные торговые договоры, такие как автомобильный договор (1965—2001), канадско-американское соглашение о свободной торговле 1989 года (англ. FTA) и североамериканское соглашение о свободной торговле 1994 (НАФТА).

## История
Ещё до начала заселения Канады европейцами португальцы и скандинавы уже ловили рыбу в Атлантическом океане, недалеко от современной провинции Ньюфаундленд и Лабрадор.
В начале европейской колонизации Канады главным источником доходов была торговля шкурами. На востоке Канады, там, где сейчас располагаются провинции Остров Принца Эдуарда, Нью-Брансуик, Новая Шотландия, Онтарио и Квебек, обосновались французы; эта территория была известна под названием Новая Франция. Несколько позже британцы обосновались на севере и северо-западе Канады, на территории современных провинций Британская Колумбия, Альберта, Саскачеван, Манитоба и в нынешних территориях Нунавут, Северо-Западные территории и Юкон. Эта обширная, очень слабо заселённая территория (не более 300 европейских жителей) управлялась Компанией Гудзонова залива, основанной в 1670 году. В 1779 была создана ещё одна британская компания — Северо-Западная компания.
Французские и английские купцы исследовали эту область и занимались торговлей с племенами алгонкинов, ирокезов и гуронов, меняя европейские товары и ром на шкуры бобров и других животных. Также значительную роль играли рыбная ловля и экспорт древесины. Освоение Канады сопровождалось вооружёнными столкновениями колонизаторов как с индейцами, так и между собой, к моменту подписания Парижского мира 1783 года почти вся территория современной Канады контролировалась англичанами.

### XIX век
С конца XVIII века всё большое значение в экономике Канады начало иметь земледелие, в частности выращивание пшеницы, а также добыча калийных солей и судостроение. К середине XIX века была создана система каналов, позволявших доставлять зерно из внутренних плодородных территорий на атлантическое побережье для экспорта. В 1850-х годах началось строительство железных дорог, в 1876 году начала работу Межколониальная железная дорога, а в 1885 году было завершено строительство основной линии Канадской тихоокеанской железной дороги. В 1890-х годах началось активное освоение тихоокеанского побережья, поскольку там были обнаружены значительные месторождения золота, серебра, меди, никеля и других полезных ископаемых. Численность населения Канады быстро росла за счёт иммиграции, с 4,8 млн в 1891 году до 7,2 млн в 1911 году, население Торонто за этот период выросло с 86 тыс. до 381 тыс., Монреаля — с 140 тыс. до 490 тыс.

### XX—XXI века
В первые два десятилетия XX века Канада пережила быстрый процесс индустриализации, развивались сталелитейная и целлюлозно-бумажная отрасли, добыча руд металлов, гидроэнергетика, сельское хозяйство и рыбный промысел. Этот процесс замедлился с началом Великой депрессии, проявились такие слабые места канадской экономики, как зависимость от экспорта и большой долг. Индустриализация сопровождалась падением роли Великобритании и ростом влияния США; например, уже к 1929 году все три ведущих американских автопроизводителя имели заводы в Канаде.
После Второй мировой войны в Канаде начался продолжительный период экономического роста, продлившийся до 1970-х годов. Были реализованы масштабные проекты, такие как каскад ГЭС в заливе Джеймс, дешёвая электроэнергия позволила начать в больших объёмах производство алюминия. В Канаде были открыты сразу несколько крупных месторождений урана. Хотя в этот период в Канаде было открыто около 50 новых университетов, быстрота экономического роста вызвала нехватку квалифицированной рабочей силы. Чтобы попытаться решить эту проблему, в 1960-х страна открыла свои двери иммигрантам всех национальностей.
До 1960-х годов Монреаль оставался финансовой столицей Канады. Однако много предприятий и магазинов этого города и провинции контролировалось англоязычными, преобладающими в квебекской экономике с начала XIX века. Лучшие рабочие места были предназначены для свободно говорящих по-английски. Хотя были и другие факторы, именно это стало важной причиной квебекского национализма, который достиг высшей точки ко времени принятия законов, сделавших обязательным использование французского языка на предприятиях с более чем 50 служащими. Финансовым предприятиям, располагавшимся в Монреале, в то время финансовой столице Канады, пришлось переехать в Торонто. Мультинациональные предприятия, рынок которых распространялся за границы Квебека, также переехали в Торонто, окончательно ставший финансовой столицей Канады в 1970-х годах.
Вскоре после Второй мировой войны в провинции Альберта были открыты крупные запасы нефти, что объясняет быстрый экономический рывок этой провинции, особенно после первого нефтяного шока 1973 года.
В 1970-х годах в канадской экономике начался период спада, продлившийся до конца 1980-х. Сокращение доходной части привело к росту дефицита бюджета и, как следствие, к росту государственного долга. Спад сопровождался деиндустриализацией — закрывались промышленные предприятия, но в то же время началось развитие сферы информационных технологий, в 1984 году был основан производитель телекоммуникационного оборудования BlackBerry, а в 1985 году — канадский разработчик программного обеспечения Corel.
В 1987 году Канада подписала с США канадско-американское соглашение о свободной торговле (ФТА). В 1994 году в зону свободной торговли вошла Мексика в качестве нового члена Североамериканского соглашения о свободной торговле (НАФТА).
Финансовое положение Канады стало особенно трудным в начале 90-х: в 1993 дефицит государственного бюджета превысил 5 % от ВВП, а государственный долг (включая долг провинций) составил почти 100 % от ВВП. В 1995 году правительству Канады удалось сократить уровень дефицита до 4 % от ВВП.
Реализация программы приватизации в Канаде началась в 1985 году и продолжалась до 1996—1998 годов. Программа полностью придерживалась принципов индивидуального подхода к приватизации каждого отдельного предприятия, пользуясь предложением акций на фондовом рынке для населения, продажей посредством тендера и посредством переговоров. К 1997 году было приватизировано 26 государственных предприятий, в том числе государственная авиакомпания, государственная железнодорожная и объединённая нефтяная компании, а также компания по обогащению урана, телекоммуникационные компании и компании, производящие самолёты и оружие. Поступления от приватизации составили 7,6 млрд долларов, из которых примерно 6 млрд получило правительство.

## ВВП
Валовой внутренний продукт Канады в текущих ценах в 2022 году составлял 2,14 трлн долларов. Распределение по отраслям:
- сельское хозяйство, лесное хозяйство, рыбный промысел и охота — 2,0 %;
- добыча полезных ископаемых, включая нефть и газ — 7,7 %;
- коммунальные услуги — 2,1 %;
- строительство — 7,3 %;
- промышленное производство — 9,4 %;
- оптовая торговля — 5,0 %;
- розничная торговля — 5,1 %;
- транспортные и складские услуги — 4,2 %;
- информационные услуги и культура — 3,6 %;
- финансовые и страховые услуги — 7,4 %;
- операции с недвижимостью — 13,0 %;
- профессиональные, научные и технические услуги — 6,6 %;
- административные услуги — 2,4 %;
- образование — 5,4 %;
- здравоохранение и социальное обеспечение — 7,4 %;
- искусство, развлечения и отдых — 0,7 %;
- отельный и ресторанный бизнес — 2,0 %;
- государственное управление — 7,0 %.

Распределение по провинциям и территориям: Онтарио — 779 млрд, Квебек — 391 млрд, Альберта — 339 млрд, Британская Колумбия — 272 млрд, Саскачеван — 82 млрд, Манитоба — 65 млрд, Новая Шотландия — 40 млрд, Нью-Брансуик — 33 млрд, Ньюфаундленд и Лабрадор — 30 млрд, Остров Принца Эдуарда — 6,5 млрд, Северо-Западные территории — 4,4 млрд, Нунавут — 3,5 млрд, Юкон — 3,0 млрд.

## Первичный сектор

### Сельское хозяйство
В сельском хозяйстве Канады велика роль государственных субсидий. В аграрном секторе занято менее 4 % трудовых ресурсов.
В течение XX и начале XXI века происходило укрупнение ферм, средняя канадская ферма в два раза больше чем в США, в четыре раза чем в Великобритании, в 80 раз чем в Японии. По состоянию на 2020 год в стране насчитывалось 190 тыс. ферм, их средний годовой оборот составлял 458,5 тыс. канадских долларов, а площадь — 327,6 га. На фермы с оборотом более 2 млн долларов приходится более половины оборота сельского хозяйство страны, по прибыльности крупные хозяйства значительно превосходят мелкие. Наибольшее значение имеют фермерские хозяйства по выращиванию зерновых и масличных культур (39 % оборота отрасли), далее следуют мясное скотоводство (16 %), молочное скотоводство (10 %), птицеводство (7 %), свиноводство (7 %), тепличные хозяйства (7 %), разведение овощных и бахчевых культур (4 %), выращивание фруктов и орехов (2 %).
Оборот сельского хозяйства в 2020 году составил 87 млрд канадских долларов, из них 22 млрд пришлось на провинцию Альберта, 20 млрд — Онтарио, 17 млрд — Саскачеван, 13 млрд — Квебек, 8 млрд — Манитоба, 5 млрд — Британская Колумбия, в остальных провинциях составил менее 1 млрд.
Земледелие
Сельскохозяйственные угодья занимают всего 6,8 % территории Канады, в том числе 4,7 % — пашня, 0,5 % занято постоянными культурами, а 1,6 % — пастбищами; 34,1 % территории занимают леса. Более 3/4 площади, используемой для выращивания сельскохозяйственной продукции, расположено в Канадских Прериях (провинции Альберта, Саскачеван и Манитоба), этот регион является основным производителем зерновых (в первую очередь пшеницы, ячменя, люцерны и овса) и масличных культур (канола и другие). Наибольшее разнообразие культур и самая высокая урожайность имеются на юго-западе Британской Колумбии и на юге провинции Онтарио; здесь выращивают кукурузу, сою, фасоль, фрукты и овощи. Из-за специфики климата и почв в Канаде широко применяются генетически модифицированные сорта, что временами создаёт проблемы для экспорта сельскохозяйственной продукции.
Виноделие в Канаде развито на юге провинций Онтарио и Британская Колумбия, основная особенность — производство вина из замороженного на лозе винограда. Производство кленового сиропа сосредоточено в основном в Квебеке.
Животноводство
Альберта, обладающая крупнейшим поголовьем канадок (или Bos taurus, канадская порода коров) в стране,— это провинция с лучшим в Канаде индексом мясной продуктивности, и бо́льшая часть говядины перевозится и реализуется в других регионах страны или экспортируется в США.
Британская Колумбия — крупнейший в стране производитель мяса бройлеров и яиц.
Квебек является крупнейшим в Канаде производителем молока и молокопродуктов, обладая вторым по величине поголовьем крупного рогатого скота в стране. Молочное скотоводство также развито и в провинции Онтарио.

### Рыболовство
Рыболовство — старейшая экономическая деятельность в Канаде. Важнейшим рыболовным регионом является восточное (Атлантическое) побережье, где имеется много мелководных участков, богатых рыбой (банок). Большая Ньюфаундлендская банка — один из важнейших в мире рыболовных участков. Наибольшее промысловое значение имеют пикша, морской окунь, камбала, тюрбо, серебристая сайда, палтус, морской язык, сельди, скумбриевые, тунец, раки, лангусты и креветки. Механизация рыболовли во второй половине XX века привела к тресковому кризису 1992 года, когда промышленный лов трески был запрещён вдоль восточного побережья страны, что привело к банкротству многих рыболовецких предприятий, особенно в Ньюфаундленде и Лабрадоре. Последствия кризиса продолжают ощущаться до настоящего времени.
В Британской Колумбии наиболее важным видом является лосось, который нерестится в горных реках провинции, а также сельдь в Тихом океане. Доля Канады в мировом вылове рыбе невелика, но по экспорту страна занимает одно из первых мест из-за низкого внутреннего потребления.

### Лесное хозяйство
Около 40 % поверхности Канады покрыто тайгой, что позволяет ей быть крупнейшим экспортёром древесины и одним из крупнейших в мире производителей бумаги. Эта продукция предназначается как для внутреннего рынка, так и для США, являющихся основным покупателем. Британская Колумбия стоит во главе этой отрасли, за ней следуют Квебек и Онтарио.
| Деятельность       | % ВВП | Работники | % Занятых |
| ------------------ | ----- | --------- | --------- |
| Сельское хозяйство | 2 %   | 347 400   | 2 %       |
| Рыболовство        | 0,5 % | 26 850    | 0,2 %     |
| Лесоводство        | 0,5 % | 50 000    | 0,3 %     |
| Всего              | 3 %   | 434 250   | 2,5 %     |

## Вторичный сектор

### Добывающая промышленность
Двумя важнейшими минеральными ресурсами Канады являются нефть и природный газ.

#### Нефтегазодобыча
Канада занимает четвёртое место в мире по запасам нефти (170 млрд баррелей по оценке на 2021 год), также четвёртое по добыче (4,543 млн баррелей в день в 2022 году) и четвёртое по экспорту нефти (3,177 млн баррелей в день в 2018 году). Почти весь экспортный поток направлен в Соединенные Штаты, и Канада является главным американским экспортёром нефти.
Основная часть запасов нефти (95 %) сосредоточена в битуминозных песках в провинции Альберта, крупнейшим месторождением является Атабаска. Также имеются месторождения на атлантическом шельфе в провинции Ньюфаундленд и Лабрадор, в Арктике и на тихоокеанском шельфе.
По добыче природного газа Канада занимает 6-е место в мире. По запасам и добыче природного газа также лидирует провинция Альберта. Первоначальные запасы газа в Альберте оценивались в 6,1 трлн м³, однако 5,3 трлн м³ из них уже добыто; в 2021 году средний уровень добычи здесь составлял 286 млн м³ в сутки. Британская Колумбия занимает второе место по добыче газа, 163 млн м³ в сутки.

#### Горнодобывающая промышленность
Оборот добывающей промышленности Канады (исключая нефть и газ) в 2021 году составил 55,5 млрд долларов, из них на металлы пришлось 35,7 млрд, на неметаллы — 11,9 млрд, на уголь — 8,0 млрд. В стране добывается около 60 минералов на 200 шахтах и 6500 карьерах. По стоимости наибольшее значение имеют золото (25 % оборота отрасли), уголь (14 %), концентраты железной руды (12 %), калийные соли (9 %), медь (8 %), никель (5 %), песок и гравий (4 %), металлы платиновой группы (3 %), алмазы (3 %), строительный камень (2 %). По провинциям наибольшую долю имеют Британская Колумбия (23 %), Квебек (21 %), Онтарио (20 %), Ньюфаундленд и Лабрадор (11 %) и Саскачеван (10 %).
По добыче калийных солей Канада занимает первое место в мире, входит в первую пятёрку по алмазам и другим драгоценным камням, золоту, индию, ниобию, металлам платиновой группы, титановым концентратам и урану. По производству первичного алюминия Канада занимает 4-е место в мире. Имеются значительные запасы редкоземельных элементов, графита и лития.
В Канаде базируется большое количество горнодобывающих компаний, их выручка в 2021 году в сумме составила 143 млрд долларов. Горнодобывающие активы канадских компаний на 2020 год составляли 273,4 млрд долларов, из них только 85,4 млрд приходилось на Канаду, на остальную Америку — 125,4 млрд, Африку — 36,5 млрд, Азию — 12,4 млрд, Европу — 9,1 млрд, Австралию и Океанию — 4,5 млрд. В число крупнейших из них входят Nutrien (производство удобрений), Barrick Gold (добыча золота), Teck Resources (уголь, цветные металлы), Lundin Mining (золото и цветные металлы), B2Gold (добыча золота в Мали и Намибии), First Quantum Minerals (золото и цветные металлы), Wheaton Precious Metals (серебро и золото), Agnico Eagle Mines (добыча золота), Yamana Gold (добыча золота), Canadian Natural Resources (нефтедобыча), Kinross Gold (добыча золота), Hudbay (драгоценные и цветные металлы).

### Пресная вода
Канада располагает крупнейшими в мире запасами пресной воды. Экспорт пресной воды Канады в США является предметом периодически повторяющихся обсуждений.

### Обрабатывающая промышленность
Автомобили, грузовики, авто- и авиакомплектующие — это основные продукты, изготавливаемые в Канаде;
далее следует пищевая промышленность.
Онтарио и Квебек производят более 75 % всех промышленных продуктов, изготавливаемых в Канаде, а Торонто и Монреаль являются основными центрами обрабатывающей промышленности страны.
Автомобильная промышленность Канады включает предприятия по сборке моделей зарубежных автопроизводителей, в основном американских и японских, а также большого количества производителей комплектующих. Большую роль в развитии отрасли сыграл подписанный в 1964 году Канадско-американский автомобильный договор, отменивший пошлины на импорт и экспорт автомобилей и комплектующих. Вслед за компаниями из США свои заводы в Канаде начиная с 1980-х годов начали открывать японские производители. В 2021 году Канада занимала 9-е место по экспорту автомобилей.
Канадская компания Bombardier — один из крупнейших в мире производителей региональных самолётов и поездов метро, большинство заводов компании находится в агломерации Монреаля. В 2003 году от Bombardier в самостоятельную компанию было отделено подразделение Bombardier Recreational Products (BRP), выпускающее снегоходы, мотовездеходы, мотоциклы и гидроциклы.
В Канаде имеется большое количество судостроительных и судоремонтных предприятий. Значительную роль играет строительство военных судов в рамках правительственной программы модернизации Королевского флота Канады и судов береговой охраны Канады (National Shipbuilding Strategy). Помимо военных судов производятся паромы, буксиры, баржи и другие суда. Основными компаниями отрасли являются:
- Irving Shipbuilding[англ.] с верфями в Галифаксе и Дартмуте (Новая Шотландия);
- Seaspan ULC[англ.] с верфями в Ванкувере;
- Davie Shipbuilding[англ.] с верфью в Лозоне (Квебек)[28].

Другие важные производственные сектора Канады — это
нефтехимическая,
металлургическая и
электронно-телекоммуникационная промышленность.

### Строительство
В строительной промышленности Канады занято около 1,4 млн рабочих, её оборот составляет около 140 млрд долларов. Строительство жилой и коммерческой недвижимости сконцентрировано в первую очередь в главных городах страны, таких как Торонто, Калгари, Эдмонтон, Монреаль. Значительные средства вкладываются в развитие инфраструктуры, в частности в прокладку нефтепроводов для экспорта канадской нефти в США.
| Деятельность                  | % ВВП |
| ----------------------------- | ----- |
| Обрабатывающая промышленность | 18 %  |
| Строительство                 | 5 %   |
| Добывающая промышленность     | 4 %   |
| Итого                         | 27 %  |

| Работники | % Занятых |
| --------- | --------- |
| 2 605 500 | 15 %      |
| 868 500   | 5 %       |
| 260 550   | 1,5 %     |
| 3 734 550 | 21,5 %    |

## Третичный сектор
Третичный сектор занимает более 67 % ВВП Канады, поэтому можно утверждать, что Канада — постиндустриальное государство. Общественные, торговые и личные услуги, включающие просвещение, здравоохранение, гостиничное дело и досуг, составляют 22 % ВВП Канады и являются крупнейшим источником доходов страны.
Второй по величине источник государственных доходов — финансовые операции. Торонто и Монреаль — это главные финансовые центры Канады. В Торонто находится главная фондовая биржа страны, Toronto Stock Exchange, вторая по активности в Америке и шестая — в мире. Монреаль и Ванкувер также имеют фондовые биржи, но меньшего значения. (Монреальская и Торонтская биржи были объединены в начале 2008).

### Финансовая система
Официальная валюта — канадский доллар, также используется разменная монета — канадский цент. Функции центрального банка страны выполняет созданный в 1934 году Банк Канады.
В Канаде работает 60 коммерческих банков, в сумме у них в 2021 году было 5,7 тыс. отделений и 18,5 тыс. банкоматов, в них работало 285 тыс. канадцев и ещё 110 тыс. человек в зарубежных филиалах. На банковский сектор приходится 3,8 % ВВП. Крупнейшими коммерческими банками страны являются Royal Bank of Canada, Toronto-Dominion Bank, Bank of Montreal, Canadian Imperial Bank of Commerce, Scotiabank и National Bank of Canada; на них в сумме приходится 90 % принятых депозитов. Канадская банковская система считается одной из самых стабильных в мире, она без особых проблем выдержала мировой финансовый кризис 2008 года.
Крупнейшими страховыми компаниями Канады являются Power Corporation of Canada, Sun Life Financial, Manulife Financial, Intact Financial Corporation, Fairfax Financial и Wawanesa Insurance.

### Налоговая гавань
Канада имеет солидную репутацию, в то же время её правила регистрации компаний мало отличаются от обычных офшорных зон: здесь можно зарегистрировать компанию на подставное лицо, также не обязательно указывать конечного владельца недвижимости или транспортного средства. Кроме этого, Канада имеет соглашения об избежании двойного налогообложения со 115 странами, это наибольшее число из всех стран мира. Использование Канады для отмывания денег и уклонения от уплаты налогов получило название Snow washing («отмывание снегом»).

### Бюджетно-налоговая политика
Бюджетная политика Канады формулируется Правительством Канады, когда оно представляет свой проект годового бюджета Палате общин. Эта политика влияет на экономику посредством субсидий и пособий, предоставляемых Правительством. К тому же, бюджетная политика устанавливает ставки подоходного налога, налога с оборота, акцизного налога и других видов доходов Правительства Канады.
В 2021/22 финансовом году доход бюджета составил 413,3 млрд канадских долларов, в том числе подоходный налог — 198,4 млрд, корпоративный налог — 78,8 млрд, подоходный налог с нерезидентов — 10,2 млрд, налог на добавленную стоимость — 46,2 млрд, ввозные пошлины — 5,2 млрд, акцизные и другие сборы — 11,3 млрд, социальное страхование — 23,9 млрд, доход от коронных корпораций (госпредприятий) — 12,8 млрд.
Расходная часть составила 493,3 млрд канадских долларов, из них пенсии по старости — 60,8 млрд, выплаты по социальному страхованию — 38,9 млрд, пособия на детей — 26,2 млрд, Министерство здравоохранения Канады — 45,1 млрд, Министерство человеческих ресурсов и социального развития Канады — 15,5 млрд, другие министерства — 88,5 млрд, операционные расходы — 124,3 млрд, обслуживание государственного долга — 24,5 млрд.

### Долг
Государственный долг федерального правительства Канады по состоянию на конец 2022 года составлял 1,1 трлн долларов, а в сумме с долгом правительств провинций — 2,1 трлн долларов.
Долг домохозяйств Канады в отношении к ВВП является одним из самых высоких в мире, из стран «большой семёрки» только у Канады этот показатель превышает уровень ВВП. На ипотечные кредиты приходится 75 % этого долга, недвижимость в крупных городах Канады является одной из самых дорогих в мире (Ванкувер и Торонто входят в первую десятку городов с самым дорогим жильём).

### Туризм
Туризм — один из основных источников дохода Канады. Она находится на пятом месте по посещению иностранными туристами, уступая в этом Франции, Испании, США и Италии. Там находятся самые различные достопримечательности. Торонто, Монреаль и Ванкувер являются самыми посещаемыми городами страны.

### Транспорт
В Канаде очень много областей с пересечённым рельефом, представляющих препятствия для транспорта, — например, горы, большие озёра и леса. Несмотря на это, страна обладает современной транспортной системой, причём одной из самых развитых в мире.
Железнодорожная сеть Канады включает 49,4 тыс. км путей, из них только 129 км электрифицированы. Это пятая в мире по величине железнодорожная сеть, уступающая лишь сетям США, России, Китая и Индии. Двумя основными железнодорожными компаниями страны являются Canadian National Railway и Canadian Pacific Railway, последняя считается к тому же крупнейшей трансконтинентальной железной дорогой в мире, основанной в 1884 году. Эти две компании являются публичными и осуществляют грузовые перевозки. Пассажирские перевозки по железной дороге осуществляет государственное предприятие VIA Rail. Крупнейший железнодорожный узел страны — Монреаль, за ним следуют Калгари и Торонто. В Торонто, Ванкувере и Монреале имеются современные системы метрополитена.
Главные города Канады связаны между собой автострадами. Среди них выделяются Trans-Canada Highway («Трансканадская автомагистраль»), протянувшаяся на восемь тысяч километров от Тихого океана до Атлантического, и шоссе 401, или Macdonald-Cartier Freeway, самая используемая автострада в мире. Основной автодорожный узел Канады — Монреаль, за ним следуют Торонто и Калгари. Монреаль обладает развитой системой скоростных дорог.
Главными портовыми центрами Канады являются Ванкувер (3,68 млн TEU в год), Монреаль (1,59 млн TEU в год), Галифакс, Сент-Джон и Торонто. Морской путь Святого Лаврентия позволяет большим судам проходить от Атлантического океана до Великих озёр. Торговый флот Канады в 2022 году насчитывал 689 судов (33-е место в мире), в том числе 15 танкеров и 1 контейнеровоз.
Главными аэропортовыми центрами страны являются Торонто, Ванкувер и Монреаль, в целом Канада занимает 4-е место в мире по количеству аэропортов и аэродромов (1467, после США, Бразилии и Мексики), но только треть из них с асфальтированными взлётно-посадочными полосами. В Канаде по состоянию на 2020 год была зарегистрирована 51 авиакомпания с общим парком в 879 самолётов, национальным авиаперевозчиком страны является Air Canada.

### Телекоммуникации
По данным на 2021 год в стране было 12,9 млн абонентов фиксированной телефонной связи (34 на 100 жителей, 16-е место в мире). Число абонентов мобильной связи составляло 32,7 млн (86 на 100 жителей, 44-е место в мире). Доступ к сети интернет имеют 93 % населения (28-е место в мире) Проблемой для развития телекоммуникаций является большая площадь и низкая плотность населения, однако сети основных мобильных операторов покрывают территорию, на которой находится 99 % населения, в том числе 70 % — 5G.
Крупнейшими телекоммуникационными компаниями Канады являются BCE Inc. (Bell Canada), Rogers Communications и Telus Corporation.

### Энергетика
Канада — один из крупнейших в мире потребителей энергии на душу населения, в первую очередь, из-за своей индустриализированной экономики и своего сурового климата зимой. Канада обладает крупными источниками возобновляемой энергии, такими как многочисленные крупные реки и озёра, сильные постоянные ветра в центральной и восточной областях, самые высокие морские приливы в заливе Фанди в Новой Шотландии. Страна выделяется также и по невозобновляемым энергетическим запасам. Она владеет крупнейшими в мире запасами урана в Саскачеване и крупными запасами нефти и природного газа в Альберте. Последняя провинция также располагает крупнейшими в мире запасами битумного песка.
По состоянию на 2020 год установленная мощность канадских электростанций составляла 153,3 млн кВт, из них 60,8 % приходилось на гидроэлектростанции, 16,5 % — на теплоэлектростанции, работающих на природном газе и другом ископаемом топливе, 14,7 % — на атомные станции (19 реакторов), 5,7 % — на ветряные электростанции, 1,6 % — на теплоэлектростанции, работающих на биомассе, 0,7 % — на солнечные электростанции. Все провинции Канады, за исключением острова Принца Эдуарда, производят электроэнергию с излишком (особенно Квебек), который экспортируется в США. Канада принадлежит к немногим развитым странам, экспортирующим энергию за границу. Экспорт электричества в США является важным источником доходов для Квебека, Ньюфаундленда и Лабрадора.
Потребление электроэнергии в 2020 году составило 540 млрд кВт-ч, экспорт — 67 млрд кВт-ч, импорт — 10 млрд кВт-ч, потери при передаче — 33 млрд кВт-ч. По потреблению всех видов энергии на душу населения Канада занимает 6-место в мире (больше потребление в Катаре, Сингапуре, Бахрейне, ОАЭ и Брунее).

## Трудовые ресурсы
Экономически активное население Канады составляло 17,37 млн работников (2004). На эту дату около 72,5 % лиц мужского пола старше 18 лет входило в состав канадского экономически активного населения, тогда как своего максимума после Второй мировой войны в 78,7 % соотношение достигло в 1981 году. К экономически активному населению относилось около 59 % лиц женского пола старше 18 лет. Среднегодовой доход мужчин составлял около 40 700 канадских долл., женщин — около 28 400 канадских долл.
Примерно 35 % экономически активного населения являлось членами профсоюзов. Лишь 2 % крестьян состояло в профсоюзах, тогда как доля работников государственного управления с профсоюзным билетом составляла около 80 %.

## Торговые отношения
Канада имеет соглашения о беспошлинной торговле с 51 страной, на которые в сумме приходится 61 % мирового ВВП и с общим населением 1,5 млрд человек.
По состоянию на 2021 год экспорт товаров и услуг составлял 766 млрд долларов, а импорт — 764 млрд. Канада занимала 9-е место в мире по объёму экспорта и 12-е по объёму импорта. Экспорт товаров составил 484 млрд долларов, из них на США пришлось 355 млрд, на Китай — 22,5 млрд, Японию — 11,9 млрд, Великобританию — 11,8 млрд, Мексику — 7,1 млрд. Главными экспортными товарами были нефть ($81,2 млрд), автомобили ($29 млрд), нефтяной газ ($15 млрд), золото ($14,3 млрд) и пиломатериалы ($13,3 млрд). По экспорту пиломатериалов, первичного алюминия, калийных удобрений, рапса и рапсового масла Канада занимает первое место в мире.
В 2021 году было импортировано товаров на 467 млрд долларов, в том числе из США на 259 млрд, Китая — на 57,1 млрд, Мексики — 17,4 млрд, Германии — 12,4 млрд, Японии — 9,6 млрд. Наибольшая доля в импорте приходится на легковые и грузовые автомобили, комплектующие к ним и нефтепродукты.

### С США
Канада — крупнейший торговый партнёр США. В 2020 году вступил новый договор о свободной торговле между США, Канадой и Мексикой (United States–Mexico–Canada Agreement), сменивший соглашение о Североамериканской зоне свободной торговли (НАФТА) от 1994 года.
Двусторонняя торговля увеличилась примерно на 50 % с 1989 года, когда вступил в действие ФТА, по 1994 год, когда вступил в действие НАФТА, заменяющая договор 1989. С тех пор объём международной торговли увеличился примерно на 40 %. НАФТА постепенно снизила существующие препятствия между странами-членами (Канадой, США и Мексикой) и сделала более свободными правила в различных отраслях, таких как сельское хозяйство, услуги, электроэнергетика, финансовые услуги и инвестиции. НАФТА является крупнейшим в мире пространством свободной торговли, населённым 440 млн человек.
Важнейшей составляющей американской торговли с Канадой является автомобильный сектор. С 1965 года, за время действия автомобильного договора (Canada-United States Automotive Agreement), убравшего все таможенные препятствия в торговле автомобилями и комплектующими между двумя странами, двустороння торговля товарами автомобильной промышленности выросла с 715 млн долларов в 1964 году до 104,1 млрл долларов в 1999 году. Положения этого договора были включены в договоры 1989 и 1994 годов. Однако с 2007 спад в производстве автомобилей, вызванный мировой конкуренцией и ростом цен на нефть, привёл к уменьшению объёмов этой торговли.
В то время как 95 % двусторонней торговли между Канадой и США не представляют никакой значительной проблемы, обе страны спорят насчёт оставшихся 5 %, особенно в сельскохозяйственном и культурном секторах. В целом эти проблемы решены либо на двусторонних совещательных форумах, либо посредством жалоб в ВТО или в департамент НАФТА по разрешению споров. В мае 1999 американское и канадское правительства заключили соглашение о спектаклях, которое будет гарантировать более широкий доступ канадскому рынку к части постановок спектаклей США. По взаимному согласию обе страны подали жалобу в международный суд из-за спора о заливе Мэн и обе согласились с судебным решением от 12 октября 1984 года. Сегодня одна из проблем в торговых отношениях между Канадой и США касается канадско-американского леса: американцы считают, что Канада необоснованно субсидирует свою лесную промышленность.
В 1990 году США и Канада подписали Fisheries Enforcement Agreement, договор, служащий для препятствования или, по крайней мере, минимизации незаконного рыболовства в американских и канадских водах.
Во время визита американского президента в Канаду в феврале 1995 года Канада и США подписали авиационное соглашение, имеющее целью значительно увеличить воздушные перевозки между двумя странами. Обе страны разделили также между собой операции на морском канале реки Святого Лаврентия, соединяющем Великие озёра с Атлантическим океаном.

### С другими странами
Канада входит в состав АТЭС, экономический блок, имеющий целью превратить тихоокеанский регион в зону свободной торговли, включающую азиатские, американские страны и Океанию. Страна является членом «большой семёрки», политико-экономической группы, объединяющей семь самых индустриально развитых в мире стран.

## Иностранные инвестиции
По состоянию на 2022 год общий объём накопленных инвестиций в Канаду составлял 1,26 трлн долларов, а канадских инвестиций в другие страны — 1,99 трлн долларов. В США направлялись 52 % канадских инвестиций, в Европу — 20 % (в основном в Великобританию, Люксембург и Нидерланды), в Австралию (3 %), а также в офшорные зоны, такие как Бермудские острова (5,6 %), Барбадос (4,8 %), острова Кайман (2,3 %). Также США являются и основным источником инвестиций (46 %), на втором месте Европа (35 %).

## Проблемы

### Межпровинциальные
Тогда как продолжительное нахождение англо- и франкоязычного населения в конституционном тупике традиционно разделяло Канаду, либерализм и постепенное уменьшение интереса к квебекскому сепаратизму со стороны квебекских же политиков определили современную франкоязычную политику. Это изменение уменьшило напряжённость между англо- и франкоязычными, а возможное отделение Квебека от остальной страны больше не считается большой проблемой.
Несмотря на то что в настоящее время страна переживает фазу монотонного экономического роста с ВВП, ежегодно увеличивающимся на 2,4 %, этот рост неоднороден по всей стране и особенно значителен в провинциях Альберта, Британская Колумбия и Онтарио. Три территории и большинство остальных провинций, исключая Квебек, сталкиваются с экономическими трудностями, вызванными относительно мало диверсифицированной экономикой и растущей безработицей, что заставило многих жителей этих областей переселиться в провинции с быстрым экономическим ростом.

### С США
В настоящее время основные проблемы между Канадой и США в области экономики этих стран связаны с пошлинами, которые применяются США на некоторые товары, импортируемые из Канады.
4 марта 2025 года, после месячной отсрочки, США ввели 25-процентные пошлины практически на весь импорт из Канады, за исключением энергоносителей, на которые установлен тариф 10 %. В тот же день премьер-министр Джастин Трюдо заявил, что будут введены ответные 25-процентные пошлины на весь американский импорт.

### С другими странами
Канада ведёт давний спор с Бразилией по вопросу субсидирования их крупных авиастроительных компаний (канадской Bombardier и бразильской Embraer). Как Bombardier, так и Embraer получают от своих правительств субсидии. Кризис начался в 1996 году, когда канадское правительство запросило бразильское правительство насчёт субсидий, предоставляемых Embraer. Бразильское правительство ответило встречным запросом канадскому правительству. До настоящего времени ситуация по-прежнему остаётся тупиковой, и это затрагивает торговые отношения между двумя странами.
Канада имеет также политический и экономический спор с Испанией. Испанские рыбаки ловят рыбу в водах Больших Банок, расположенных к востоку от Ньюфаундленда и Лабрадора. В этих водах обитают большие косяки рыбы, но популяция числа видов там быстро падает. В 2000 г. рыбакам Ньюфаундленда и Лабрадора запретили рыбачить в области Больших Банок около Ньюфаундленда и Лабрадора, где обитала бо́льшая часть видов, популяция которых быстро падала, что серьёзно затрагивало экономику местного рыболовства. С другой стороны, испанские рыбаки, обладающие современными судами, по-прежнему рыбачат в области Больших Банок, расположенной в международных водах (более 200 километров от канадского побережья), что делает бесполезными меры, принятые против ньюфаундлендских и лабрадорских рыбаков. К тому же, испанские суда часто заходят в канадские воды. В 1995 г. испанское рыболовецкое судно Estai было поймано канадскими морскими силами в международных водах. Это привело к протесту со стороны испанского правительства, ссылающегося на то, что его суда имели право рыбачить в международных водах. Для защиты своих рыболовецких судов Испания отправила военный корабль. В настоящее время ситуация остаётся тупиковой.

## Экономические показатели
| Год  | Рост ВВП, % | ВВП, номинал, трлн $ | ВВП по ППС, трлн $ | ВВП на душу населения (ППС), тыс. $ | Инфляция, % | Безработица, % | Госдолг, % от ВВП | Счёт текущих операций, % от ВВП |
| ---- | ----------- | -------------------- | ------------------ | ----------------------------------- | ----------- | -------------- | ----------------- | ------------------------------- |
| 1980 | 2,2         | 0,28                 | 0,29               | 11,8                                | 10,2        | 7,5            | 44,6              | -2,2                            |
| 1981 | 3,5         | 0,31                 | 0,33               | 13,2                                | 12,5        | 7,6            | 46,1              | -4,2                            |
| 1982 | -3,2        | 0,31                 | 0,34               | 13,4                                | 10,8        | 11,1           | 51,7              | +0,5                            |
| 1983 | 2,6         | 0,34                 | 0,36               | 14,2                                | 5,8         | 12,0           | 57,2              | -0,8                            |
| 1984 | 5,9         | 0,36                 | 0,39               | 15,4                                | 4,3         | 11,4           | 60,2              | -0,5                            |
| 1985 | 4,7         | 0,37                 | 0,43               | 16,5                                | 4,0         | 10,5           | 65,2              | -1,7                            |
| 1986 | 2,1         | 0,38                 | 0,44               | 17,0                                | 4,2         | 9,6            | 69,3              | -3,1                            |
| 1987 | 4,1         | 0,43                 | 0,47               | 17,9                                | 4,4         | 8,8            | 69,8              | -3,2                            |
| 1988 | 4,4         | 0,51                 | 0,51               | 19,1                                | 4,0         | 7,8            | 69,7              | -3,1                            |
| 1989 | 2,3         | 0,57                 | 0,54               | 20,0                                | 5,0         | 7,5            | 71                | -4,0                            |
| 1990 | 0,2         | 0,60                 | 0,56               | 20,4                                | 4,8         | 8,2            | 73,7              | -3,4                            |
| 1991 | -2,1        | 0,61                 | 0,57               | 20,4                                | 5,6         | 10,3           | 81,7              | -3,7                            |
| 1992 | 0,9         | 0,59                 | 0,59               | 20,8                                | 1,5         | 11,2           | 88,2              | -3,6                            |
| 1993 | 2,7         | 0,58                 | 0,62               | 21,6                                | 1,9         | 11,4           | 94,7              | -3,8                            |
| 1994 | 4,5         | 0,58                 | 0,66               | 22,8                                | 0,2         | 10,4           | 97,5              | -2,4                            |
| 1995 | 2,7         | 0,61                 | 0,69               | 23,7                                | 2,1         | 9,5            | 100,1             | -0,8                            |
| 1996 | 1,6         | 0,63                 | 0,72               | 24,3                                | 1,6         | 9,6            | 100,2             | +0,4                            |
| 1997 | 4,3         | 0,66                 | 0,76               | 25,5                                | 1,6         | 9,1            | 95,3              | -1,3                            |
| 1998 | 3,9         | 0,63                 | 0,80               | 26,5                                | 1,0         | 8,3            | 93,3              | -1,3                            |
| 1999 | 5,2         | 0,68                 | 0,85               | 28,1                                | 1,7         | 7,6            | 89,0              | +0,2                            |
| 2000 | 5,2         | 0,74                 | 0,92               | 29,9                                | 2,7         | 6,8            | 80,4              | +2,6                            |
| 2001 | 1,8         | 0,74                 | 0,95               | 30,8                                | 2,5         | 7,2            | 81,5              | +2,2                            |
| 2002 | 3,0         | 0,76                 | 1,00               | 31,9                                | 2,3         | 7,7            | 79,6              | +1,7                            |
| 2003 | 1,8         | 0,90                 | 1,04               | 32,8                                | 2,8         | 7,6            | 75,9              | +1,2                            |
| 2004 | 3,1         | 1,03                 | 1,10               | 34,4                                | 1,9         | 7,2            | 71,9              | +2,3                            |
| 2005 | 3,2         | 1,17                 | 1,17               | 36,3                                | 2,2         | 6,8            | 70,6              | +1,9                            |
| 2006 | 2,6         | 1,32                 | 1,24               | 38,0                                | 2,0         | 6,5            | 69,9              | +1,4                            |
| 2007 | 2,1         | 1,47                 | 1,30               | 39,4                                | 2,1         | 6,2            | 67,2              | +0,8                            |
| 2008 | 1,0         | 1,55                 | 1,33               | 40,2                                | 2,4         | 6,3            | 70,4              | +0,1                            |
| 2009 | -2,9        | 1,38                 | 1,30               | 38,8                                | 0,3         | 8,5            | 81,9              | -2,9                            |
| 2010 | 3,1         | 1,62                 | 1,36               | 40,0                                | 1,8         | 8,1            | 84,0              | -3,6                            |
| 2011 | 3,1         | 1,79                 | 1,43               | 41,7                                | 2,9         | 7,6            | 84,3              | -2,7                            |
| 2012 | 1,8         | 1,83                 | 1,47               | 42,4                                | 1,5         | 7,4            | 87,2              | -3,5                            |
| 2013 | 2,3         | 1,85                 | 1,55               | 44,4                                | 0,9         | 7,2            | 87,6              | -3,1                            |
| 2014 | 2,9         | 1,81                 | 1,62               | 45,8                                | 1,9         | 7,0            | 85,5              | -2,3                            |
| 2015 | 0,7         | 1,56                 | 1,59               | 44,7                                | 1,1         | 7,0            | 92,0              | -3,5                            |
| 2016 | 1,0         | 1,53                 | 1,68               | 46,6                                | 1,4         | 7,0            | 92,4              | -3,1                            |
| 2017 | 3,0         | 1,65                 | 1,78               | 48,7                                | 1,6         | 6,4            | 90,9              | -2,8                            |
| 2018 | 2,8         | 1,73                 | 1,87               | 50,5                                | 2,3         | 5,9            | 90,8              | -2,4                            |
| 2019 | 1,9         | 1,74                 | 1,94               | 51,7                                | 1,9         | 5,7            | 90,2              | -2,0                            |
| 2020 | -5,1        | 1,65                 | 1,87               | 49,1                                | 0,7         | 9,7            | 118,9             | -2,2                            |
| 2021 | 5,0         | 2,00                 | 2,05               | 53,6                                | 3,4         | 7,5            | 115,1             | -0,3                            |
| 2022 | 3,4         | 2,14                 | 2,26               | 58,3                                | 6,8         | 5,3            | 106,6             | -0,4                            |
| 2023 | 1,5         | 2,09                 | 2,39               | 60,2                                | 3,9         | 5,8            | 105,1             | -1,1                            |